# Ryan Villopoto
Ryan Villopoto   (Fortuna, 13 d'agost de 1988) és un antic pilot professional de motocròs nord-americà. Va competir als Campionats AMA entre el 2005 i el 2015 i en va guanyar cinc títols de motocròs i cinc més de supercross. A banda, va guanyar el Motocross des Nations amb la selecció dels Estats Units en quatre ocasions.
L'any 2021 fou incorporat a l'AMA Motorcycle Hall of Fame.

## Biografia
Nascut a Fortuna (Califòrnia), Villopoto resideix de fa anys a Poulsbo (Washington). Va competir en campionats d'aficionats del 2003 al 2005, una mena de curses on va guanyar més de deu títols amb Honda i Kawasaki (el 2003 guanyà la Copa FIM Júnior de 80cc). El 2006 va esdevenir professional i va començar a competir en la categoria Lites per a l'equip de fàbrica de Kawasaki. El seu primer any va ser subcampió AMA de Supercross (a la divisió de l'oest) i campió de motocròs. Seleccionat per al Motocross des Nations, també va aconseguir guanyar aquella competició amb l'equip nord-americà. El 2007 va ser un any encara millor, ja que va guanyar tant el campionat de supercross com el de motocròs Lites, a més de repetir victòria al Motocross des Nations. El 2008 va tornar a guanyar el campionat de motocròs i va ser subcampió de supercross, a més de guanyar per tercer any consecutiu el Motocross des Nations.

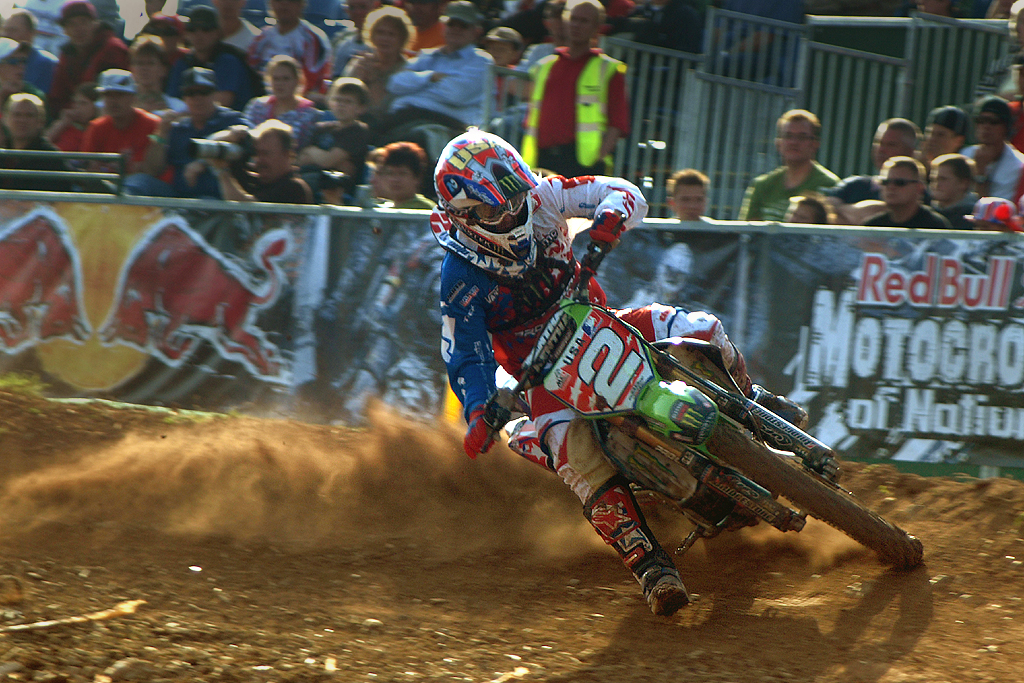
Al Motocross des Nations del 2008

El 2009, Villopoto va passar a la classe superior, la de 450cc. Va guanyar el campionat de supercross a la primera, però una lesió al genoll el va obligar a renunciar a la temporada de motocròs. Al campionat de Supercross del 2010, va lluitar tota la temporada amb Ryan Dungey fins que va patir una mala caiguda i es va trencar la tíbia i el peroné drets, de manera que va haver d'abandonar la temporada de motocròs. El 2011 va remuntar amb força i va guanyar el campionat de supercross i el de motocròs, a més del Motocross des Nations per quarta vegada.
El 2012, Villopoto va guanyar el campionat de supercross malgrat haver-se perdut les dues darreres curses per una greu lesió al genoll, que va impedir-li completar el campionat de motocròs. El 2013 va dominar ambdós campionats i també en va esdevenir campió unes curses abans del final. El 2014 va ser campió de supercross per quarta vegada consecutiva i, tot seguit, va anunciar que s'operaria del genoll i no podria participar en la temporada de motocròs. El setembre d'aquell any, va anunciar que es retiraria de les curses americanes i passaria a disputar el campionat del món el 2015 abans de retirar-se definitivament del motocròs professional, però en lesionar-se al còccix i a l'esquena durant el quart Gran Premi de la temporada, a Arco (Trento), Villopoto va decidir retirar-se abans d'hora.

## Palmarès

### Títols per any
| Any  | Equip    | Campionat             | Classe       |
| ---- | -------- | --------------------- | ------------ |
| 2003 | Kawasaki | FIM Junior            | 80cc         |
|      |          |                       |              |
| 2006 | Kawasaki | AMA Motocross         | Lites        |
| 2006 | Kawasaki | Motocross des Nations | -            |
| 2007 | Kawasaki | AMA Supercross        | Lites (West) |
| 2007 | Kawasaki | AMA Motocross         | Lites        |
| 2007 | Kawasaki | Motocross des Nations | -            |
| 2008 | Kawasaki | AMA Motocross         | Lites        |
| 2008 | Kawasaki | Motocross des Nations | -            |
|      |          |                       |              |
| 2011 | Kawasaki | AMA Supercross        | 450cc        |
| 2011 | Kawasaki | AMA Motocross         | 450cc        |
| 2011 | Kawasaki | Motocross des Nations | -            |
| 2012 | Kawasaki | AMA Supercross        | 450cc        |
| 2013 | Kawasaki | AMA Supercross        | 450cc        |
| 2013 | Kawasaki | AMA Motocross         | 450cc        |
| 2014 | Kawasaki | AMA Supercross        | 450cc        |

1. 1 2 3 4  Rang de Campionat del Món FIM

### Resum
- 5 Campionats AMA de motocròs (2 x 450cc, 3 x Lites)
- 5 Campionats AMA de Supercross (4 x 450cc, 1 x Lites)
- 4 Campionats del Món de supercross
- 4 Motocross des Nations
- 1 Copa FIM de motocròs júnior 80cc

### Resultats per any als campionats AMA
Fonts:
(Llegenda)
| Any Campionat | Rda 1 | Rda 2 | Rda 3 | Rda 4 | Rda 5 | Rda 6 | Rda 7 | Rda 8 | Rda 9 | Rda 10 | Rda 11 | Rda 12 | Rda 13 | Rda 14 | Rda 15 | Rda 16 | Rda 17 | Posició mitjana | % Podis | Posició |
| ------------- | ----- | ----- | ----- | ----- | ----- | ----- | ----- | ----- | ----- | ------ | ------ | ------ | ------ | ------ | ------ | ------ | ------ | --------------- | ------- | ------- |
| 2006 250 MX   | 5     | 1     | 12    | 1     | 1     | 1     | 1     | 6     | 4     | 2      | 2      | 1      | -      | -      | -      | -      | -      | 3,08            | 67%     | 1r      |
| 2007 250 SX-W | 1     | 2     | 1     | 1     | 1     | 1     | 1     | -     | -     | -      | -      | -      | -      | -      | 1      | 21     | -      | 3,33            | 89%     | 1r      |
| 2007 250 MX   | 2     | 2     | 2     | 1     | 1     | 7     | 2     | 2     | 1     | 1      | 1      | 2      | -      | -      | -      | -      | -      | 2,00            | 92%     | 1r      |
| 2008 250 SX-E | -     | -     | -     | -     | -     | -     | -     | 22    | 2     | 2      | 1      | -      | 1      | 1      | 4      | -      | 2      | 3,88            | 75%     | 2n      |
| 2008 250 MX   | 2     | 1     | 1     | 1     | 1     | 1     | 1     | 1     | 2     | 2      | 1      | 20     | -      | -      | -      | -      | -      | 2,83            | 92%     | 1r      |
| 2009 450 SX   | 5     | 7     | 4     | 3     | 3     | OUT   | 4     | 3     | 9     | 6      | 9      | OUT    | OUT    | OUT    | 1      | 4      | 1      | 4,53            | 38%     | 6è      |
| 2009 450 MX   | 1     | 21    | OUT   | OUT   | OUT   | OUT   | OUT   | OUT   | OUT   | OUT    | OUT    | OUT    | -      | -      | -      | -      | -      | 11,00           | 50%     | 24è     |
| 2010 450 SX   | 5     | 2     | 7     | 1     | 4     | 1     | 1     | 19    | 1     | 1      | 4      | 1      | 1      | 20     | OUT    | OUT    | OUT    | 4,85            | 57%     | 4t      |
| 2010 450 MX   | OUT   | OUT   | OUT   | OUT   | OUT   | OUT   | OUT   | OUT   | OUT   | OUT    | OUT    | OUT    | -      | -      | -      | -      | -      | OUT             | OUT     | OUT     |
| 2011 450 SX   | 1     | 2     | 1     | 4     | 2     | 3     | 7     | 1     | 1     | 1      | OUT    | 9      | 2      | 3      | 4      | 1      | 3      | 2,62            | 75%     | 1r      |
| 2011 450 MX   | 3     | 3     | 1     | 2     | 2     | 3     | 2     | 2     | 1     | 2      | 1      | 2      | -      | -      | -      | -      | -      | 2,00            | 100%    | 1r      |
| 2012 450 SX   | 1     | 3     | 4     | 3     | 1     | 1     | 1     | 2     | 1     | 5      | 1      | 1      | 1      | 1      | 19     | OUT    | OUT    | 3,00            | 86%     | 1r      |
| 2012 450 MX   | OUT   | OUT   | OUT   | OUT   | OUT   | OUT   | OUT   | OUT   | OUT   | OUT    | OUT    | OUT    | -      | -      | -      | -      | -      | OUT             | OUT     | OUT     |
| 2013 450 SX   | 16    | 2     | 1     | 1     | 8     | 6     | 1     | 2     | 1     | 1      | 1      | 1      | 1      | 2      | 2      | 1      | 1      | 2,82            | 82%     | 1r      |
| 2013 450 MX   | 1     | 1     | 3     | 1     | 2     | 2     | 1     | 1     | 5     | 1      | 1      | 1      | -      | -      | -      | -      | -      | 1,67            | 92%     | 1r      |
| 2014 450 SX   | 4     | 1     | 5     | 1     | 3     | 2     | 4     | 2     | 4     | 1      | 2      | 6      | 2      | 1      | 1      | 1      | 1      | 2,41            | 71%     | 1r      |